# فقمة سايما الحلقية
فقمة سايما الحلقية هي نويع من الفقمات الحلقية، تعتبر من أكثر أنواع الفقمات المهددة بالانقراض في العالم ، حيث يبلغ عددها حوالي 400 فرد فقط.العدد الوحيد الموجود لهذه الفقمات موجود في بحيرة سايما في فنلندا (ومن هنا جاء اسمها). لقد عاشوا في عزلة تامة عن أنواع الفقمات الحلقية الأخرى لمدة 9500 عام تقريبًا وتطوروا إلى نوع فرعي مختلف مورفولوجيًا وبيئيًا من فقمات الحلقية. ينحدر نوعهم من فقمات حلقية انفصلوا عن الباقي عندما ارتفعت الأرض بعد آخر عصر جليدي. هذه الفقمة، إلى جانب فقمة لادوغا وفقمة بايكال، وهي واحدة من عدد قليل من فقمات المياه العذبة الحية.

## التوزيع والانتشار

### الموطن
تعد بحيرة سايما، الواقعة في فنلندا، الموطن الوحيد (متوطن) لفقمة سايما الحلقية. تمتد هذه البحيرة البيضاوية الشكل بطول 180 كيلومتر وعرض 140 كيلومتر تقريبًا بين مدينتي لابينرنتا في الجنوب ويوينسو في الشمال. تتكون البحيرة من عدة أحواض كبيرة متصلة بقنوات ضيقة منحوتة بواسطة الأنهار الجليدية، وجغرافيتها تشبه المتاهة، حيث تضم 13710 جزيرة، ويبلغ طول ساحلها حوالي 14850 كيلومترًا، وتبلغ مساحتها السطحية 4279 كيلومترًا مربعًا. وهي بحيرة ضحلة نسبيًا، حيث يبلغ متوسط عمقها 17 مترًا ويبلغ أقصى عمق لها 85.8 مترًا. تتجمد هذه البحيرة العذبة في الفترة بين شهري نوفمبر ومايو، ما يوفر للفقمات موطنًا جليديًا وموطنًا للمياه المفتوحة. خلال أشهر الصيف، عندما يذوب الجليد، توفر هذه الجزر مساحة كبيرة لها لتسقط الشعر والتكاثر.

### الانتشار
سميت فقمة سايما الحلقية بهذا الاسم نظرًا لكون بحيرة سايما في فنلندا هي موطنها الوحيد. وبالتالي، يقتصر نطاقها فقط على مياه بحيرة سايما وضفافها المحيطة.

## الوصف

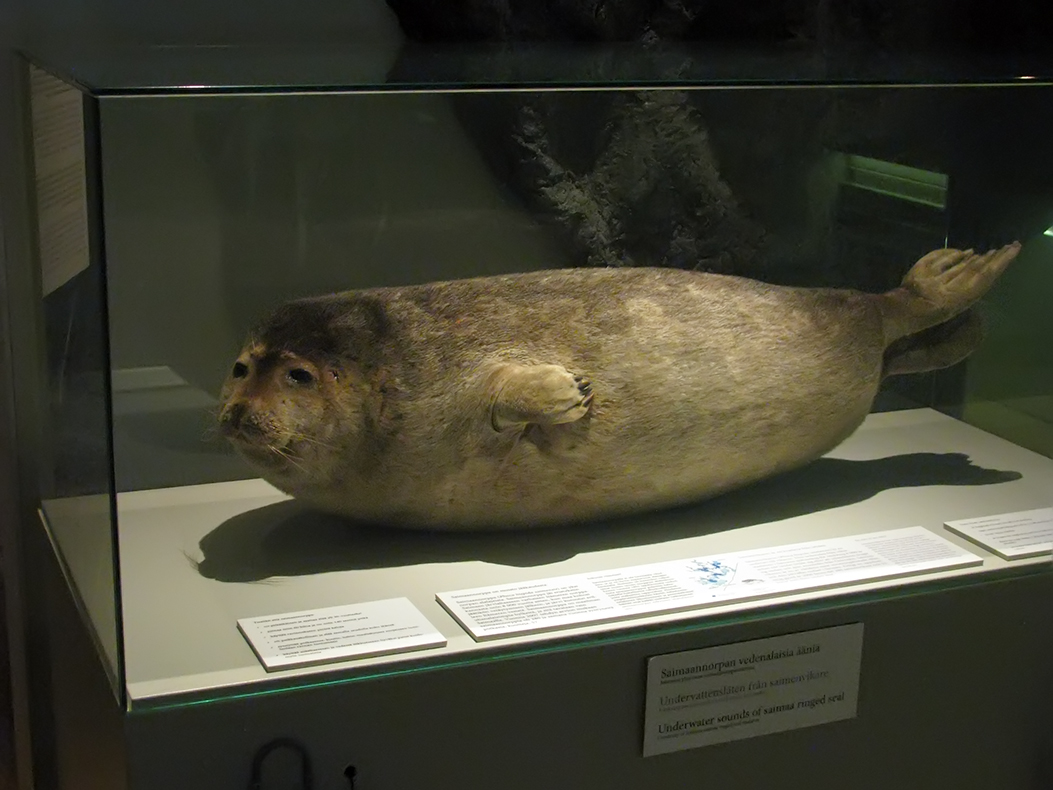
فقمة سايما الحلقية المحنط (Pusa hispida saimensis) في المتحف الفنلندي للتاريخ الطبيعي في هلسنكي، فنلندا

تتراوح أطوال فقمة سايما الحلقية البالغة بين 85 و 160 سم (2.79 و 5.25 قدمًا) ويبلغ وزنها بين 50 و 90 كجم (110 و 200 رطل)؛ الذكور عادةً أكبر من الإناث. لونها رمادي غامق، مع ظهر رمادي-أسود عليه حلقات بيضاء دائرية. قاع الفراء رمادي فاتح. فقمة سايما الحلقية أكثر قتامة في اللون من أي خنفسة حلقية أخرى، وهذا ما يميزها.